# Are (obec)
Obec Are (estonsky Are vald) je bývalá samosprávná jednotka estonského kraje Pärnumaa, zahrnující městečko Are a několik okolních vesnic. V roce 2017 byla obec zrušena a začleněna do obce Tori.